# Sîritske Druhe, Berezivka
Sîritske Druhe (în ucraineană Сирітське Друге) este un sat în comuna Znameanka din raionul Berezivkaa, regiunea Odesa, Ucraina.

## Demografie
Componența lingvistică a localității Sîritske Druhe
     Ucraineană (97,26%)
     Rusă (1,37%)
     Română (1,37%)
Conform recensământului din 2001, majoritatea populației localității Sîritske Druhe era vorbitoare de ucraineană (97,26%), existând în minoritate și vorbitori de rusă (1,37%) și română (1,37%).